# Jižní Tchang
Říše Jižní Tchang (čínsky pchin-jinem Nán Táng, znaky 南唐), oficiálně Velká Tchang (čínsky pchin-jinem Dà Táng, znaky 大唐) byl v letech 937–976 jeden z jihočínských států období Pěti dynastií a deseti říší. Rozkládal se v oblasti dolního toku Jang-c’-ťiang, zahrnoval moderní provincii Ťiang-si a části provincií Ťiang-su, An-chuej, Fu-ťien a Chu-pej. Vznikl roku 937, když Sü Č’-kao, fakticky ovládající jihočínský stát Wu svrhl jeho panovníka Jang Pchua a prohlásil se císařem státu Velké Čchi (čínsky pchin-jinem Dà Qí, znaky zjednodušené 大齐, tradiční 大齊)), roku 939 přejmenovaného na Velká Tchang. Jižní Tchang byl jedním z nejsilnějších států jižní Číny, na vrcholu moci na přelomu 40. a 50. let 10. století dobyl většinu států Min a Čchu. V letech 955–958 však prohrál válku se severočínskou říší Pozdní Čou a poté se již nevymanil z vazalského postavení vůči severu, Pozdní Čou a od roku 960 Sung. Roku 971 si byl nucen změnit jméno na Ťiang-nan (čínsky pchin-jinem Jiāngnán, znaky 江南). Zanikl v letech 975–976, kdy podlehl invazi říše Sung.

## Historie
Ke konci říše Tchang autorita její vlády klesala a povstání Chuang Čchaoa v letech 874–884 ještě více oslabilo moc ústředních úřadů. V následujících desetiletích regionální vojenští guvernéři ťie-tu-š’ spravovali svěřená území prakticky nezávisle. V 90. letech 9. století oblast dolního dolního toku Jang-c’-ťiang ovládal vojevůdce Jang Sing-mi. Roku 892 Jang Sing-miho pozici uznala tchangská vláda udělením titulu ťie-tu-š’ Chuaj-nanu. Roku 902 navíc obdržel titul knížete z Wu. Jeho panství zahrnovalo střed a jih moderní provincie An-chuej, střední a jižní část Ťiang-si, východ Chu-peje a většinu provincie Ťiang-su (jejíž dobývání se protáhlo do roku 618). Jang Sing-mi roku 905 zemřel, jeho syn a nástupce Jang Wo neuznal Ču Wenův převrat roku 907, kterým byl svržen poslední císař říše Tchang a na místě tchangského státu založena říše Pozdní Liang. Od roku 907 tak Jang Wo stál v čele zcela nezávislého království Wu. Jang Wo závisel na vlivných generálech svého otce, především Sü Wenovi a Čang Chaovi, když se začal vymykat jejich vlivu, zavraždili ho a na trůn dosadili jeho mladšího bratra Jang Lung-jena. Sü Wen poté zabil i Čang Chaoa a fakticky vládl státu Wu ze svého sídla v Ťin-lingu (dnešní Nanking). Loutkového panovníka Jang Lung-jena a každodenní provoz vlády v hlavním městě (Jang-čou) kontroloval Sü Wenův syn Sü Č’-sün a po jeho zavraždění znepřáteleným dvořanem roku 618 Sü Wenův adoptivní syn Sü Č’-kao. Roku 927 Sü Wen zemřel a jeho postavení v říši převzal Sü Č’-kao. Po čtyřech letech, v nichž nahradil staré stoupence Sü Wena spolehlivě loajálními hodnostáři, po Sü Wenově vzoru přesídlil do Ťin-lingu a dění v hlavním městě ponechal pod řízením svého syna, Sü Ťing-tchunga. Roku 937 se Sü Č’-kao rozhodl převzít moc i formálně, sesadil Jang Pchua (od 920 krále, resp. od roku 927 císaře Wu), prohlásil se císařem a stát přejmenoval na Velké Čchi. Po dvou letech se rozhodl využít prestiže zaniklé tchangské říše a přisvojit si nárok na její dědictví; stát přejmenoval na Velká Tchang (kvůli odlišení od svého vzoru je historiky nazýván Jižní Tchang), sám se prohlásil za potomka tchangských císařů a změnil si jméno na Li Pien.
Li Pien podporoval rozvoj hospodářství, organizoval řádnou státní správu. Zemřel roku 943. Jeho syn a nástupce Li Ťing (dříve Sü Ťing-tchung) využil oslabení jižního státu Min (v dnešní provincii Fu-ťien), roku 945 na něj zaútočil a z větší části dobyl. Roku 951 zaútočil rovněž na stát Čchu ležící západně od Jižní Tchang, v Chu-nanu. Invaze byla zprvu úspěšná, roku 952 však bývalí čchuští generálové Liou Jen, Čou Sing-feng a Wang Ťin-kchuej vyhnali jižnětchangské oddíly z většiny čchuského území. Roku 955 zaútočila na stát Jižní Tchang severočínská říše Pozdní Čou. Po třech letech úporných bojů byl Li Ťing nucen odstoupit Čouům území na sever od řeky Jang-c’-ťiang, celkem 14 krajů čou. Zvláště citelná byla ztráta střední části Ťiang-su, s výnosnou produkcí soli. Li Ťing se také musel vzdát císařského titulu a uznat vazalskou závislost na Pozdní Čou. Současně přenesl hlavní město státu na jih, z Ťin-lingu (Nankingu) do Nan-čchangu.
Roku 960 byla říše Pozdní Čou nahrazena říší Sung, následující rok vystřídal na jižnětchangském trůnu zemřelého Li Ťinga jeho syn Li Jü. Li Jü byl vynikající básník, patřil k nejvýznamnějším autorům poezie v žánru cch’, v politice však nebyl úspěšný. Vrátil hlavní město opět do Ťin-lingu, a snažil se udržet existenci svého státu podřizováním se Sungům, pravidelně zasílal tribut, roku 971 změnil jméno státu z Velká Tchang na Ťiang-nan na znamení ústupu od jakýchkoli imperiálních ambicí. Nic však nepomohlo, sungský císař Tchaj-cu se rozhodl připojil tchangský stát ke své říši, roku 975 na něj zaútočil a postupně jej do konce roku 975 dobyl. Válka skončila pádem Ťin-lingu 2. ledna 976.
Zajatý Li Jü a jeho ministři a hodnostáři byli odvezení do sungské metropole Pien-ťingu (dnešní Kchaj-feng) a obdrželi úřednické funkce na střední úrovni. Li Jü zemřel roku 978 a téhož roku Sungové zabrali Wu-jüe, poslední samostatný jihočínský stát.

## Panovníci
| Jméno                                                         | Jméno          | Jméno                                       | Portrét | Narození Úmrtí | Vláda   | Éra vlády                                                                      |
| posmrtné                                                      | chrámové       | příjmení a osobní jméno                     | Portrét | Narození Úmrtí | Vláda   | Éra vlády                                                                      |
| ------------------------------------------------------------- | -------------- | ------------------------------------------- | ------- | -------------- | ------- | ------------------------------------------------------------------------------ |
| Kuang-wen su-wu siao-kao chuang-ti 光文肅武孝高皇帝           | Lie-cu 烈祖    | Li Pien 李昪                                |         | 889–943        | 937–943 | Šeng-jüan (昇元, 937–943)                                                      |
| Ming-tao čchung-te wen-süan siao chuang-ti 明道崇德文宣孝皇帝 | Jüan-cung 元宗 | Li Ťing 李璟                                |         | 916–961        | 943–961 | Pao-ta (保大, 943–957) Čung-sing (中興, 958) Ťiao-tchaj (交泰, 958) – (od 958) |
| –                                                             | –              | Li Jü (李煜) původně Li Cchung-ťia (李從嘉) |         | 937–978        | 961–976 | –                                                                              |
| 1. 2. 3.                                                      |                |                                             |         |                |         |                                                                                |